# شبكة صفوف الانتظار الطبقية
في الحوسبة، يشير مصطلح شبكة صفوف الانتظار الطبقية (أو الملتقي الشبكي) إلى نموذج شبكة صفوف الانتظار التي تتداخل فيها الموارد، مع تكون صفوف الانتظار بطول عقد الهيكل المتداخل.
 وهكذا، فإن الهيكل المتداخل يحدد «الطبقات» ضمن نموذج صفوف الانتظار.
يوجد العديد لتقنية صفوف الانتظار الطبقية العديد من التطبيقات المتنوعة في مجموعة واسعة من الأنظمة الموزعة التي تضم أجهزة رئيسية/تابعة مختلفة، وخدمات مكررة ومكونات العميل-الخادم، مما يسمح بتمثيل كل عقدة محلية عن طريق صف انتظار محدد، ثم يتم تنسيق عملية تقييم صفوف الانتظار هذه.